# Маклауд, Кен
Кен Маклеод (англ. Ken MacLeod, род. 2 августа 1954, Сторновей, Остров Льюис, Шотландия) — шотландский программист, писатель-фантаст, автор, пишущий в жанре «твёрдой» научной фантастики с элементами утопической и социалистической сатиры, а также космической оперы.

## Биография
Кеннет Маклеод родился в семье консервативных и религиозных шотландских горцев — бедных, но при этом непреклонно выступавших против любых проявлений социализма. В 10-летнем возрасте его родители забрали его на остров Великобритания в шотландский портовой город Гринок. Одноклассником и закадычным другом Кена был Иэн Бэнкс, впоследствии также известный шотландский писатель-фантаст.
Хотя Маклеод вырос в семье младоземельных креационистов, но чтение Дарвина пробудило в нём интерес к теории эволюции, и он поступил в Университет Глазго. Окончив его с дипломом бакалавра по зоологии в 1976 году, он продолжил обучение биомеханике в Университете Брунеля на западе Лондона, где защитил магистерскую дипломную работу. Обосновавшись в Лондоне, а затем в Эдинбурге, работал программистом и компьютерным аналитиком.
С 1991 года проживает в Эдинбурге с женой Кэрол и двумя детьми: Шерон и Майклом.

## Политика
Ещё в школе под влиянием молодёжной студенческой контркультуры и подъёма движения новых левых сформировались левые взгляды Маклеода, читавшего Маркузе и Тимоти Лири. В университете он стал троцкистским активистом и вступил в местную секцию Четвёртого интернационала — Международную марксистскую группу. О своей жизни в этот период автор впоследствии вспоминал: «…Я жил в одном из официально зарегистрированных сквотов, где проживали различные люди — англичане, ирландцы, курды, — и благодаря этому моя жизнь была очень интенсивной. После этого я какое-то время жил в Финсбери-парк в северной части Лондона, на время выпав из работы Марксистской группы, а затем в середине 80-х я вступил в Коммунистическую партию Великобритании, как раз тогда, когда она начинала распадаться…». Ныне Кена Маклеода определяют как либертарного левого и «техно-утописта».

## Творчество
Маклеод пишет юмористическую научную фантастику с элементами киберпанка, в которой ощутимо влияние идей марксизма (особенно троцкизма) и анархизма.
Писательскую карьеру автор начал поздно. Его первый роман «Звёздная фракция» (The Star Fraction), получивший определение «удачный комический троцкистский научно-фантастический роман», вышел в 1995 году. Он сразу принёс автору известность и был отмечен как на родине (Премия Артура Кларка), так и в США (премия «Прометей», вручаемая Либертарианским футуристическим обществом). «Звёздная фракция» положила начало тетралогии «Осенняя революция», один из романов которой принёс автору ещё одну премию «Прометей», а другой — номинацию на Хьюго.
В 2000—2002 годах вышла трилогия «Моторы света» (The Engines of Light), написанная в стиле утопической космооперы. Она открывается темой первого контакта с внеземным разумом человечества середины XXI века, раздираемого противостоянием восстановленного социалистического Советского Союза, поглотившего Европейское сообщество, и капиталистических США.
Среди других произведений Маклеода — коллективный роман «Сеть 2028», книги «Поминки по Ньютону», «Изучая мир», «Люди на шоссе».
Автор занимает активную политическую позицию и находит время как для политических выступлений (в том числе участвуя в уличных протестах против войн в Афганистане и Ираке или внутренней политики британского правительства), так и для написания остросатирических работ, отображающих состояние современной Великобритании и мира. По словам автора, он пишет фантастику, в которой экспериментирует с «социалистическими, коммунистическими и анархическими идеями, в частности, разновидностями троцкизма или крайнего экономического либертарианства».
Друг, единомышленник и коллега Маклеода Кори Доктороу использовал его идею профсоюза программистов будущего под названием «Информационные рабочие всемирной паутины» (или «вебблис» — отсылка к активному в начале XX века революционно-синдикалистскому профсоюзу «Индустриальные рабочие мира», членов которого называли «вобблис») как центральную в своём произведении «Ради победы».